# Capitole de l'État du Kentucky
Le Capitole de l'État du Kentucky, construit entre 1905 et 1909 par l'architecte Frank Mills Andrews, se trouve à Frankfort, capitale de l'État. Il est inscrit au Registre national des lieux historiques en 1973. 